# Magnoliatae
Clasa Magnoliatae (Dicotiledonatae) este una din cele două clase în care a fost împărțită Încrengătura Magnoliophyta (Angiospermatophyta) de către Anca Sârbu 1999. În această clasă sunt încadrate circa 171.000 după același autor.

## Carcteristicile plantelor din Clasa Magnoliatae
- Clasa cuprinde specii de plante lemnoase și erbacee.
- Au embrionul prevăzut cu două cotiledoane. Există și puține specii la care sămânța are un singur cotiledon. Singurul cotiledon existent la aceste specii provine din două cotiledoane, care fie că au concrescut, fie că unul din acestea s-a redus. Întâlnim acst fenomen la Ficaria sp., Cyclamen sp. și unele specii de Nymphaea. Există și specii de magnoliate cum sunt speciile parazite ca Viscum sp., Cuscuta sp.,  cărora le lipsesc cotiledoanele.